# Anisodera tuberosa
Anisodera tuberosa es un coleóptero de la familia Chrysomelidae.
Fue descrita científicamente por primera vez en 1897 por Gestro.